# Angélica Freitas

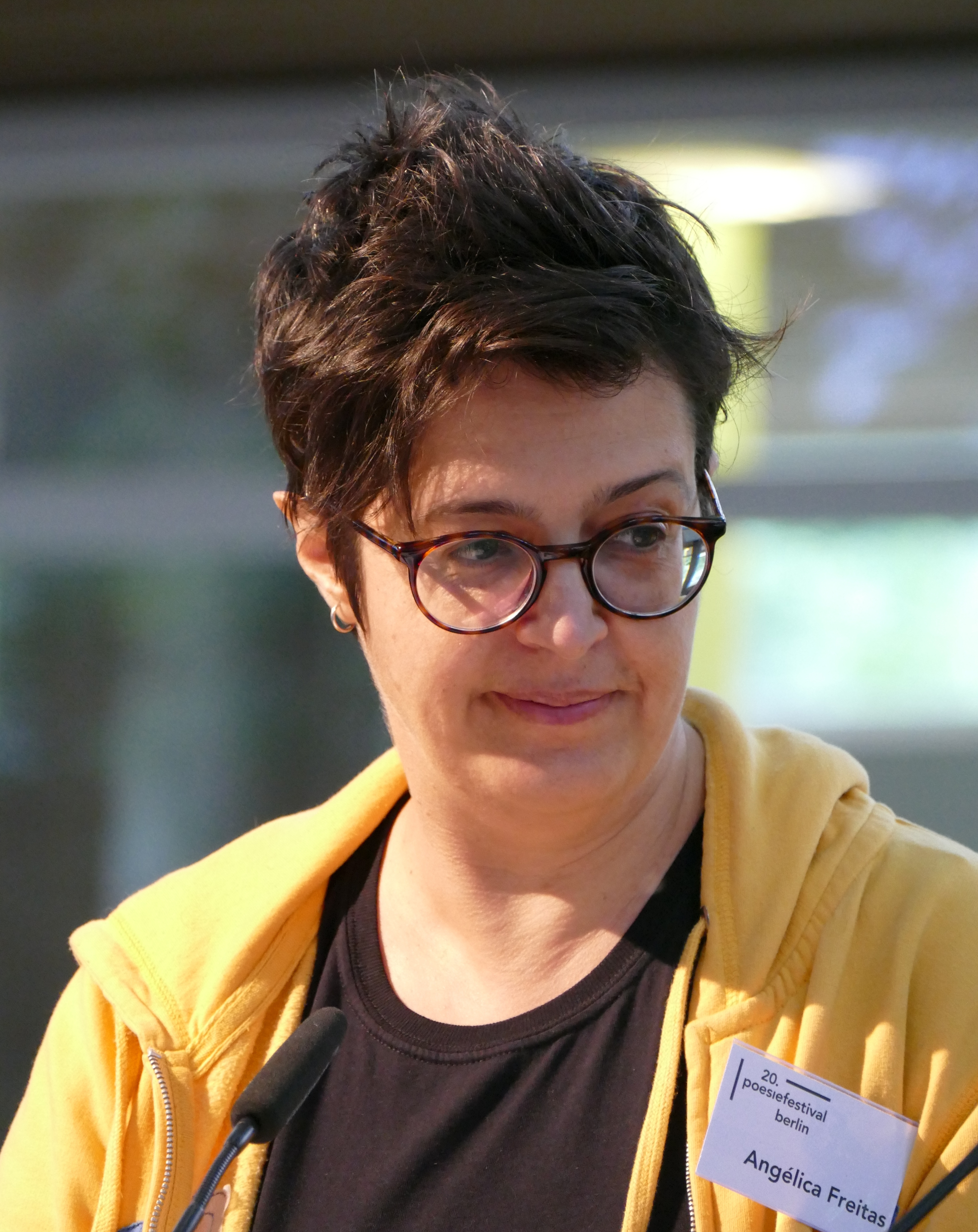
Angélica Freitas liest auf dem Lyrikmarkt Berlin 2019

Angélica Freitas (* 8. April 1973 in Pelotas, Bundesstaat Rio Grande do Sul, Brasilien) ist eine brasilianische Journalistin, Autorin und Übersetzerin.

## Leben
Freitas wurde an der Bundesuniversität von Rio Grande do Sul (UFRGS) zur Journalistin ausgebildet. Sie lebte einige Jahre in Porto Alegre und ging dann nach São Paulo, wo sie als Reporterin für die Tageszeitung O Estado de S. Paulo und die Zeitschrift Informática Hoje arbeitete. Sie verließ São Paulo 2006 und lebte in den Folgejahren in verschiedenen Ländern Europas und Südamerikas. Heute lebt sie wieder in ihrer Geburtsstadt.
Freitas’ Gedichtbände wurden in mehreren Ländern veröffentlicht, unter anderem auch in zweisprachigen Ausgaben in Deutschland. Sie nahm an Festivals wie dem Poesiefestival Berlin oder der brasilianischen Festa Literária Internacional de Paraty teil.

## Veröffentlichungen
- 2002: Poemas no ônibus. Secretaria Municipal da Cultura, Porto Alegre, Brasilien, ISBN 393-773774-X.
- 2007: Rilke Shake. Cosac Naify, São Paulo.
  - 2011: zweisprachig, übersetzt von Odile Kennel: Rilke Shake. Ausgewählte Gedichte, Luxbooks.Latin, Wiesbaden, ISBN 978-3-939557-82-1.[1]
- 2009: VERSSchmuggel/Contrabando de Versos, Das Wunderhorn, Heidelberg, ISBN 978-3-88423-320-7. Gleichzeitig bei Editora 34, São Paulo, ISBN 978-85-7326-419-7 und in Lissabon, ISBN 978-989-8093-84-4.
- 2012: Um útero é do tamanho de um punho. Cosac Naify, São Paulo, ISBN 978-85-40502512.
  - 2020: der Uterus ist groß wie eine Faust. Deutsche Übersetzung: Odile Kennel. Elif Verlag, ISBN 978-3-946989-30-1.